# Zotavovací poloha

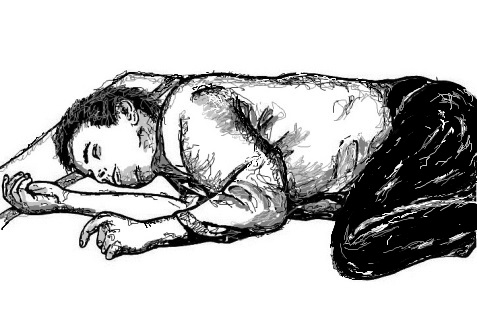
Poloha na boku má mnoho variant, ale zásadní je pokrčení končetin, které udržují tělo na boku

Zotavovací poloha (dříve stabilizovaná poloha) je v první pomoci jakákoli poloha na boku, z níž není snadné se překulit na záda. To zajišťují pokrčené končetiny. Smyslem této polohy je zabránit zapadnutí jazyka a vdechnutí zvratků u pacienta při porušeném vědomí (pacient není schopen reagovat na oslovení). Při ukládání postiženého do zotavovací polohy je nutné se ujistit, že dýchá; dýchání je třeba nadále kontrolovat. Okamžité přetočení do zotavovací polohy je vhodné pokud neoslovitelný bezvědomý začíná zvracet.

## Použití v první pomoci
- Zvracení, krvácení z úst, stav po tonutí, bezvědomí, dušení, otřes mozku, otravy
- Otravy s poruchou vědomí (například vystřízlivění z opilosti)
- Stav po epileptickém záchvatu
- Situace, kdy potřebujeme dýchajícího bezvědomého na chvíli opustit (volání tísňové linky, hromadné neštěstí)

## Varianty a názvy
Poloha má více variant, které se mezi sebou liší v detailech pokrčení a uložení končetin. Používají se názvy europoloha, Rautekova (zotavovací) poloha. Použití těchto variant se shoduje – všechny udržují pacienta na boku. Pojem „stabilizovaná“ je mírně zavádějící. Pacient má sice stabilní polohu, ale jeho zdravotní stav se může zhoršit.
Dříve používaná stabilizovaná poloha s dolní rukou za zády se již nedoporučuje kvůli prevenci přilehnutí nervů a následnému brnění končetiny.